# Croix de Cossanges
La croix de Cossanges est une croix monumentale située en France sur la commune de Saint-Pal-de-Chalencon, dans la région Auvergne-Rhône-Alpes.

## Localisation
La croix est située dans le département français de la Haute-Loire, sur la commune de Saint-Pal-de-Chalencon, dans l'ancienne région administrative d'Auvergne.

## Historique
Datée de 1555, la croix est associée au nom du Bouchet, une famille notable de la région. Elle représente un type assez répandu au XVIe siècle, notable pour sa sculpture très rudimentaire. Il est probable qu'elle ait été déplacée pendant la Révolution.

## Description
D'une hauteur de 2,60 m, le fût, de style forézien, est élancé avec une coupe ronde et un galbe conique. À la base, il présente un dé à moulure torique typique de la Renaissance. Au sommet du fût, on trouve une statue très endommagée, probablement Saint-Pal. Sur le croisillon, également de coupe ronde, se trouve un Christ avec titulus et nimbe crucifère, entre deux petites statuettes représentant probablement Saint-Jean et la Vierge. Du côté opposé, il y a un couronnement de la Vierge à l'Enfant par un ange vertical. Les extrémités des bras sont ornées de feuillages en saillie quadrangulaire.
La base de la croix présente des inscriptions : « M V L V », sur une des faces, qui semble représenter une date, et sur ses autres faces les inscriptions :

« P BOVCH      .OECOCH

ET.OE.C          .NOE »

## Protection
La croix de chemin du hameau de Cossanges est classée au titre des monuments historiques par arrêté du 12 octobre 1972.